# Das Vogelmädchen und der Mann, der der Sonne folgte
Das Vogelmädchen und der Mann, der der Sonne folgte ist ein Roman von Velma Wallis, der 1996 unter dem englischen Titel Bird Girl and the Man Who Followed the Sun erschien.
Das Vogelmädchen und der junge Daagoo müssen erkennen, nur im Schutz der Sippe kann der lange Eiswinter in den Polarregionen Alaskas überstanden werden.

## Inhalt
Lange Zeit vor Kolumbus: Jutthunvaa' wird das Vogelmädchen genannt. Jenes Mädchen und Daagoo (Schneehuhn) gehören zwei verschiedenen Sippen des Volkes der Gwich'in an. Die Gwich'in sind Athabaska-Indianer. Die zwei Jugendlichen wollen vor allen Dingen frei sein. Also streifen beide, jeder für sich, durch das Land. Die Eltern missbilligen solche nutzlosen, unangebrachten Ausflüge. Einmal begegnen sich Vogelmädchen und Daagoo unterwegs. Darauf führen ihre Wege auseinander.
Widerwillig geht Daagoo mit den Jägern seiner Sippe auf Karibu-Jagd. Nach der Jagd findet der stets umherstreifende Daagoo alle Jäger, zu denen auch sein Vater zählt, ermordet vor. Die Mörder sind nach Daagoos Ansicht Eindringlinge aus dem Norden; Inupiat, von den Gwich'in Ch'eekwais (Eskimos) genannt. Daagoo besinnt sich und eilt zu dem noch lebenden Rest seiner Sippe. Er führt die Frauen, Greise und Kinder aus dem Gefahrenbereich. Mit den Knaben übt Daagoo im neuen Lager die Jagd. Als schließlich das Überleben der Sippe gesichert ist, verwirklicht Daagoo seinen Traum. Er verlässt die heimatlichen eisigen Regionen und zieht südwärts in das Land der Sonne.
Derweil wollen daheim die Eltern Vogelmädchen verheiraten. Trotzig entflieht das Mädchen, weil es die gefürchtete Schwangerschaft verhüten will. Vogelmädchen möchte sich auf eigene Faust durchschlagen. Eine Höhle wird weitab von der Sippe ausfindig gemacht. Wintervorräte werden angelegt. Es fehlt nur noch Karibu-Fleisch. Vogelmädchen geht auf die Jagd. Dabei wird es von einem Ch'eekwai überwältigt und nach dem Norden verschleppt. Als Sklavin muss Vogelmädchen ihrem Peiniger zu Willen sein und wird davon schwanger. Das Neugeborene, ein Junge, wird ihr weggenommen und von einer jungen Ch'eekwai-Frau erzogen. Vogelmädchens drei Brüder geben die Suche nach der Schwester auch in den folgenden Polarsommern nie auf. Bei einem ihrer Erkundungszüge in den Norden werden sie von Ch'eekwais ermordet. Als die Mörder mit den abgeschlagenen Köpfen ihrer Brüder vor Vogelmädchen Fußball spielen, ist das Maß voll. Vogelmädchen nimmt Rache. Es stopft nachts die Rauchabzugsöffnungen der Ch'eekwai-Behausungen zu. Alle Schlafenden ersticken, sogar der eigene Sohn. Dieser hatte sich von der Mutter abgewendet. Vogelmädchen zieht nach Hause.
Daagoo hat indessen im südlichen Land der Sonne eine Frau gefunden. Kinder gehen aus der Beziehung hervor. Doch Daagoo muss erleben, wie die Seinen allesamt ermordet werden. Schließlich verlässt Daagoo das Land der Sonne und kehrt zu seiner Sippe zurück. Als sich Daagoos und Vogelmädchens Sippe zusammentun wollen, finden auch die beiden inzwischen erwachsenen Hauptfiguren des Romans einander wieder.

## Form
Laut Romantitel wird eine Geschichte über ein Paar erwartet. Doch es werden verschachtelt zwei Geschichten vorgetragen. Beide spielen sich auch noch zumeist geographisch sehr weit voneinander entfernt ab. Das Happyend wirkt somit erzwungen.

## Selbstzeugnis
„Die wesentliche Aussage dieser Geschichte ist, daß wir alle unser Zuhause aus verschiedenen Gründen verlassen, um doch eines Tages wieder dorthin zurückzukehren“.

## Nachwort
Die Autorin setzt sich im Nachwort mit einem heiklen Faktum auseinander. Die Folterer des Vogelmädchens gehören im Roman den Inupiat – einem Nachbarvolk der Gwich'in – an (s. o.). Velma Wallis versteht ihren Text in dem Zusammenhang auch als Auseinandersetzung mit Vorurteilen, die ihr von Kindesbeinen an im Stammesverband eingeimpft wurden.